# 김삼 (1918년)
김삼(金三, 1918년 8월 23일 ~ 2012년 7월 18일) 은 강원도 강릉 출신 정치인이다. 제6대 국회의원을 역임하였고 강릉 초대 시의원, 강원 초대도의원을 지냈다.

## 학력
- 강릉공립보통학교 고등과 졸업

## 약력
- 강릉ㆍ명주 지구당위원장(신민당)
- 우국동지회창립, 건국청년회, 통일전선창립
- 한국독립당 강원도책
- 강릉시 초대시의원
- 강원도 초대도의원
- 윤봉길의사 사업회 부회장
- 김창숙 선생 사업회 부회장
- 김구선생 살해규명 위원회 부위원장
- 농민연맹대한농민회고문
- 통일연구회 고문
- 강릉 김씨 대종회장
- 국정개발연구회 고문
- 독립유공자(애국 독서회 사건- 함흥감옥 5년 옥고치름)

## 역대 선거 결과
| 실시년도 | 선거   | 대수 | 직책     | 선거구             | 정당       | 득표수   | 득표율          | 순위 | 당락 | 비고 |
| -------- | ------ | ---- | -------- | ------------------ | ---------- | -------- | --------------- | ---- | ---- | ---- |
| 1963년   | 총선   | 6대  | 국회의원 | 강원 강릉시·명주군 | 자유민주당 | 19,848표 | \| \| 29.60% \| | 1위  |      | 초선 |
|          | 29.60% |      |          |                    |            |          |                 |      |      |      |

## 참고 자료
- 김삼 - 대한민국헌정회